# Trojanovice

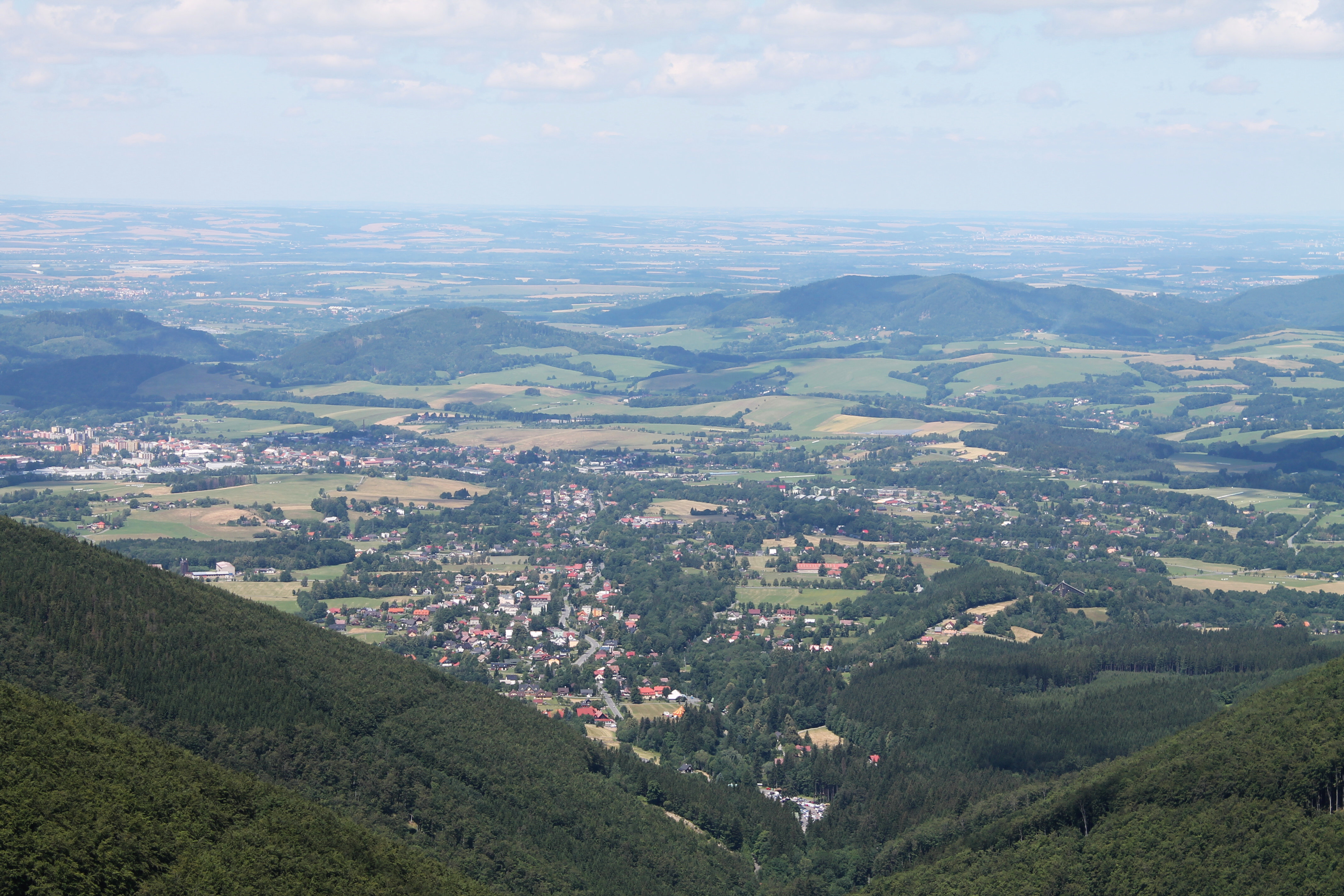
Blick vom Radhošť auf Trojanovice

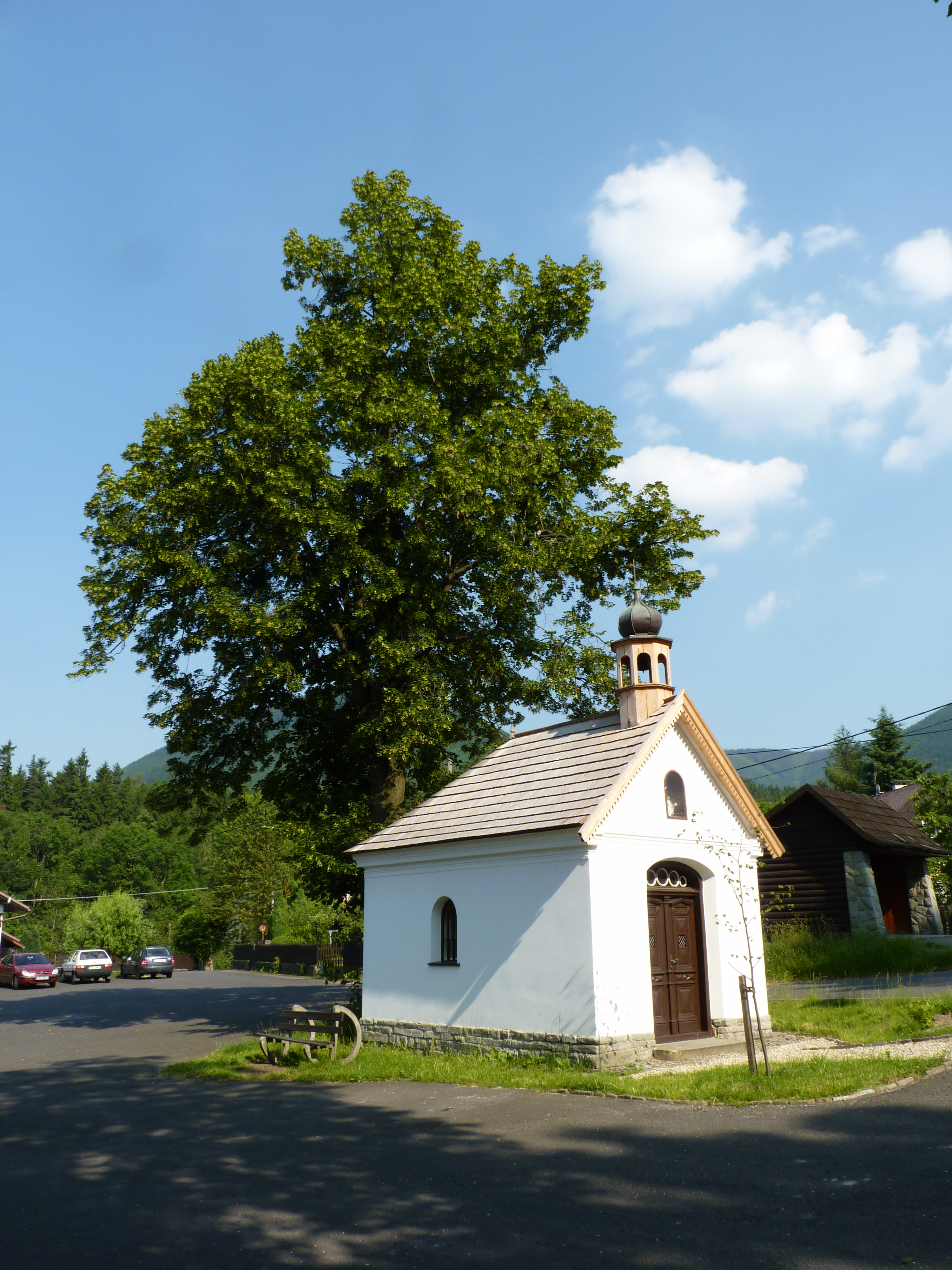
Kapelle

Trojanovice (deutsch Trojanowitz, auch Troyersdorf) ist eine Gemeinde in Tschechien. Sie liegt vier Kilometer südöstlich von Frenštát pod Radhoštěm und gehört zum Okres Nový Jičín.

## Geographie
Trojanovice erstreckt sich am Fuße der Mährisch-Schlesischen Beskiden im Tal der Lomná bis zu deren Einmündung in den Bystrý potok. Nordöstlich erhebt sich die Skalka (964 m), im Südosten die Velká Stolová (1049 m), im Süden der Tanečnice (1084 m), Noříčí hora (1047 m) und Radhošť (1129 m) sowie westlich der Velký Javorník (918 m).
Nachbarorte sind Liščí Mlýn und Planiska im Norden, Kunčice pod Ondřejníkem, Na Pekliskách und Lázně Skalka im Nordosten, Bystré im Osten, Pustevny im Südosten, Ráztoka, Horní Rozpité und Dolní Bečva im Süden, Pindula, Horní Paseky und Rožnov pod Radhoštěm im Südwesten, Buzkovice und Kopaná im Westen sowie Frenštát pod Radhoštěm im Nordwesten.

## Geschichte
Vermutlich entstanden die ersten Paseken (Einzelschläge) auf dem Gebiet der Gemeinde zu Beginn des 14. Jahrhunderts nach der Gründung von Frenštát. Aus dem Jahre 1600 ist erstmals eine Zahl von 36 solcher Einödhöfe überliefert und ca. 150 Jahre später war ihre Zahl auf etwa 200 angewachsen. Die Pasekaren waren sowohl der bischöflichen Herrschaft Hukvaldy als auch der Stadt Frenštát dienstpflichtig und hatten nach dem Anwachsen der Ansiedlung ein starkes Interesse an der Gründung eines herrschaftlichen Dorfes, um dadurch ihrer Verpflichtungen gegenüber der Stadt ledig zu werden.
1748 kam der Olmützer Bischof Ferdinand Julius von Troyer den Wünschen der Siedler nach und setzte Václav Košárek als Vogt des Pasekarendorfes ein. Am 30. August 1758 stellte der Bischof die Gründungsurkunde für das nach ihm benannte Dorf Troyersdorf aus. In der nachfolgenden Zeit entstand die tschechische Namensform Trojanovice und davon abgeleitet die deutsche Namensform Trojanowitz.
Nach der Aufhebung der Patrimonialherrschaften bildete Trojanovice/Trojanowitz ab 1850 eine Gemeinde im Bezirk Mistek. Zu dieser Zeit setzte eine große Auswanderungswelle nach Nordamerika ein, die bis zum Beginn des 20. Jahrhunderts anhielt. Etwa 500 Einwohner verließen in dieser Zeit Trojanovice und ließen sich überwiegend in den zentraltexanischen Orten Fayetteville, Weimar, Hostyna und Dubiny nieder. Während der Zeit des Protektorates Böhmen und Mähren erhielt der Ort den alten Namen Troyersdorf zurück. Im Jahre 1940 erfolgte die Inbetriebnahme der Seilbahn Ráztoky-Pustevny. Die Konstruktion dieses Sesselliftes war einmalig in der Welt. Die Talstation liegt beim Hotel Ráztoka in 620 m. ü. M. Nach dem Zweiten Weltkrieg wurde Trojanovice dem Okres Frenštát pod Radhoštěm zugeordnet und kam 1961 nach dessen Auflösung zum Okres Frýdek-Místek.

## Gemeindegliederung
Für die Gemeinde Trojanovice sind keine Ortsteile ausgewiesen. Zu Trojanovice gehören die Ansiedlungen Buzkovice, Bystré, Lomná, Pindula, Pod Radhoštěm, Pod Javorníkem und Ráztoka. Grundsiedlungseinheiten sind Buzkovice, Na Bystrém, Pindula, Pod Javorníkem und Trojanovice.

## Sehenswürdigkeiten
- Gedenkstätte der Gebrüder Strnadel und Jan Knebl, errichtet 1985 bis 1989 in der Chaluppe aus dem Jahre 1757, in der Knebl und seine Neffen geboren wurden
- Berghütten in Pustevny
- Kapelle in Bystré, errichtet zu Beginn des 18. Jahrhunderts
- Kapelle "U Kociána", errichtet 1901 durch den Gastwirt Kocián, die Glocke stammt aus dem Jahre 1738 und vom letzten Einsiedlerhof in Pustevny
- Steinkreuz an der Brücke nach Planiska
- Horský lanový park "Tarzanie" in Ráztoka (Bergseilpark), eröffnet 2005
- Seilbahn Ráztoky-Pustevny
- Kapelle der Slawenapostel Kyrill und Methodius auf dem Radhošť, errichtet 1898. Sie steht zu einem Drittel auf den Fluren von Dolní Bečva und zu zwei Dritteln auf Trojanovicer Grund

## Söhne und Töchter der Gemeinde
- Jan Knebl (1866–1962), Bildhauer, Maler, Graphiker und Schnitzer
- Bohumír Strnadel-Četyna (1906–1974), Schriftsteller
- Antonín Strnadel (1910–1975), Maler
- Josef Strnadel (1912–1986), Schriftsteller